# Luchuena
Luchuena é um género de gastrópode  da família Enidae.
Este género contém as seguintes espécies:
- Luchuena hachijoensis